# Frans Slager
Frédéric François (Frans) Slager, né le 23 avril 1876 à Bois-le-Duc et mort le 1er mai 1953 à Meerhout, est un peintre et dessinateur néerlandais.

## Biographie
Frans Slager Frans naît le 23 avril 1876 à Bois-le-Duc
Il est le deuxième fils de l'artiste Piet Slager sr..
Il est d'abord élève de son père, puis de l'École royale de Bois-le-Duc, plus tard comme élève à l'Académie royale des beaux-arts d'Anvers (1903-1905) et aussi avec Frans Van Leemputten.
Son frère, Piet Jr. et ses sœurs Corry et Jeanette sont également peintres.
Slager dessine et peint de nombreux paysages, personnages et villes du Brabant. Il écrit également et réalise des illustrations. La cathédrale de Bois-le-Duc est l'un de ses sujets préférés, qu'il représente à plusieurs reprises dans des gravures, des aquarelles, des dessins et des peintures.
Il est membre de l'association d'artistes Arti et Amicitiae et de Saint Luc.
Il est marié à la peintre M.P.A. van Gilse. 
Il vit et travaille à Bois-le-Duc, mais voyage également en France, en Allemagne et en Italie. Vers 1920, il s'installe à Meerhout.
Il meurt dans cette commune le 1er mai 1953.